# Vincent La Chapelle
Pour les articles homonymes, voir La Chapelle.

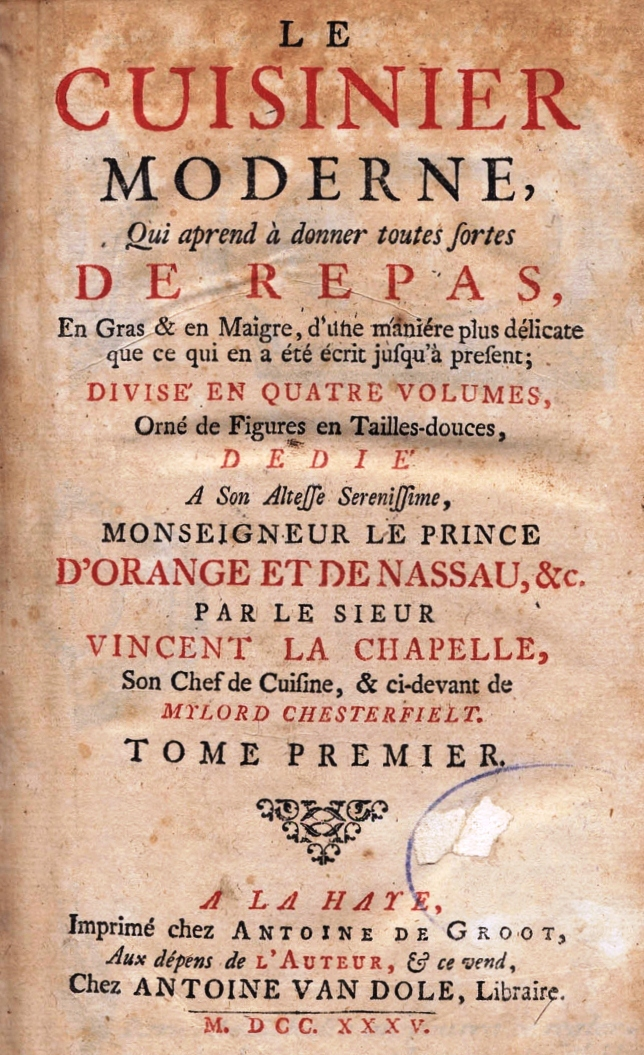
Page titre de la première édition en français (1735) du Cuisinier moderne.

Vincent La Chapelle (1690 ou 1703 - 14 juillet 1745 à Apeldoorn) est un important chef cuisinier et écrivain culinaire français.

## Biographie
Vincent La Chapelle est un cuisinier français employé par l’ambassadeur britannique à La Haye, Philip Stanhope, 4e comte de Chesterfield, entre 1728 et 1731. En cette dernière année, il fréquente la loge maçonnique Grand Lodge of the Freemasons of England de Londres.
En mars 1734, Vincent La Chapelle suit le prince d’Orange lorsque celui-ci retourne aux Pays-Bas après avoir épousé Anne de Hanovre à Londres. Il est très possible qu’ils se connaissent depuis plusieurs années, puisque Vincent a été le cuisinier de l’ambassadeur anglais. 
Vincent La Chapelle fonde une loge maçonnique le 8 novembre 1734, probablement à La Haye ou à Leeuwarden. Il est l'auteur de trois recueils de chansons. Une loge des Pays-Bas porte encore son nom.
La Chapelle a aussi travaillé chez Jean V de Portugal, puis chez Madame de Pompadour, maîtresse de Louis XV de France pour qui il créa une pâtisserie devenue traditionnelle, le puits d'amour.

## Écrivain culinaire
En 1733, alors qu’il est employé chez le comte de Chesterfield, Vincent La Chapelle publie, en anglais, le Modern cook en trois volumes.  Une édition française en quatre volumes, le Cuisinier moderne, parait en 1735 à Amsterdam. C’est l’un des grands classiques du XVIIIe siècle qui a eu une forte influence sur la cuisine de l’aristocratie en Angleterre. Dans une certaine mesure, La Chapelle a adapté certaines des recettes de son prédécesseur François Massialot, qui a composé Le Cuisinier royal et bourgeois, livre portant sur la cuisine et la confiserie, en 1691.  Les deux auteurs se sont d’ailleurs livrés à une querelle sur la propriété des recettes.
La Chapelle est le premier écrivain à insister sur une véritable rupture avec le passé et à caractériser sa cuisine de moderne. Son ouvrage est le précurseur d’une série de réceptaires abondamment illustrés qui pourraient tout aussi bien être considérés comme des livres d’art.
En 1742, il publie, en cinq volumes, Le cuisinier moderne, qui apprend à donner toutes sortes de repas, en Gras & en Maigre, d’une manière plus délicate que ce qui en a été écrit jusqu’à présent : divisé en cinq volumes, avec de nouveaux modéles de Vaisselle, & des Desseins de Table dans le grand goût d’aujourd’hui, gravez en Taille-douce… / par le sieur Vincent La Chapelle à La Haye. Facile à lire, le livre de cuisine comporte des gravures de parures de table.
De nombreuses recettes sont basées sur des plats traditionnels néerlandais ou anglais, comme les tourtes et le steak. Il utilise beaucoup d’herbes ou des huîtres chères. Certaines recettes sont faibles en matières grasses, d’autres, qu’il appelle « indiennes », sont accompagnées de riz. Les bouillons médicinaux issus des pratiques culinaires des siècles précédents sont présentés comme des recettes de mets particulièrement utiles à la marine et d’autres destinés à une « soupe populaire » avant la lettre.
L’ouvrage traduit l’expérience d’un chef, d’un intendant et d’un maitre de cérémonie.

## Autres publications
- Chansons de la Très-Vénérable Confrairie des maçons libres[2]
- Chansons Originaires des Francs-Maçons suivie de la Muse Maçonne ou Recueil de nouvelles Chansons sur la Maçonnerie[2]